# Tricyphona (Tricyphona) johnsoni
Tricyphona (Tricyphona) johnsoni is een tweevleugelige uit de familie Pediciidae. De soort komt voor in het Nearctisch gebied.